# Valtétsi
Valtétsi (grec moderne : Βαλτέτσι) est une localité située dans le dème de Tripoli, dans le district régional d'Arcadie, dans la périphérie du Péloponnèse, en Grèce.
Selon le recensement de 2021, elle compte 70 habitants.